# Janet Hirshenson
Janet Hirshenson – amerykańska filmowiec, dyrektor castingowy. 12 razy nominowana do nagrody Artios, nagradzającej najlepszych dyrektorów castingu.
Wraz z Jane Jenkins założyła w 1981 roku firmę castingową The Casting Company Bio. Ma na swoim koncie przeprowadzenie castingów do ponad 100 filmów w tym do m.in.:
- Piękny umysł
- Kod da Vinci
- Harry Potter i Kamień Filozoficzny
- Kevin sam w Nowym Jorku
- Air Force One
- Park Jurajski
- Posejdon
- Gone in Sixty Seconds
- Apollo 13
- The Lost World
- Air America
- Ognisty podmuch
- Misery
- Duch
- Kiedy Harry poznał Sally

Jest autorką książki A Star Is Found: Our Adventures Casting Some of Hollywood’s Biggest Movies wydaną w 2006 roku. W 2007 roku wystąpiła też w filmie Our World.